# Heikki Kuula
Heikki Kuula, född 27 januari 1983 i Helsingfors, är en finländsk rapartist, producent och grafiker. Han växte upp i Berghäll och Malmgård i Helsingfors.

## Karriär

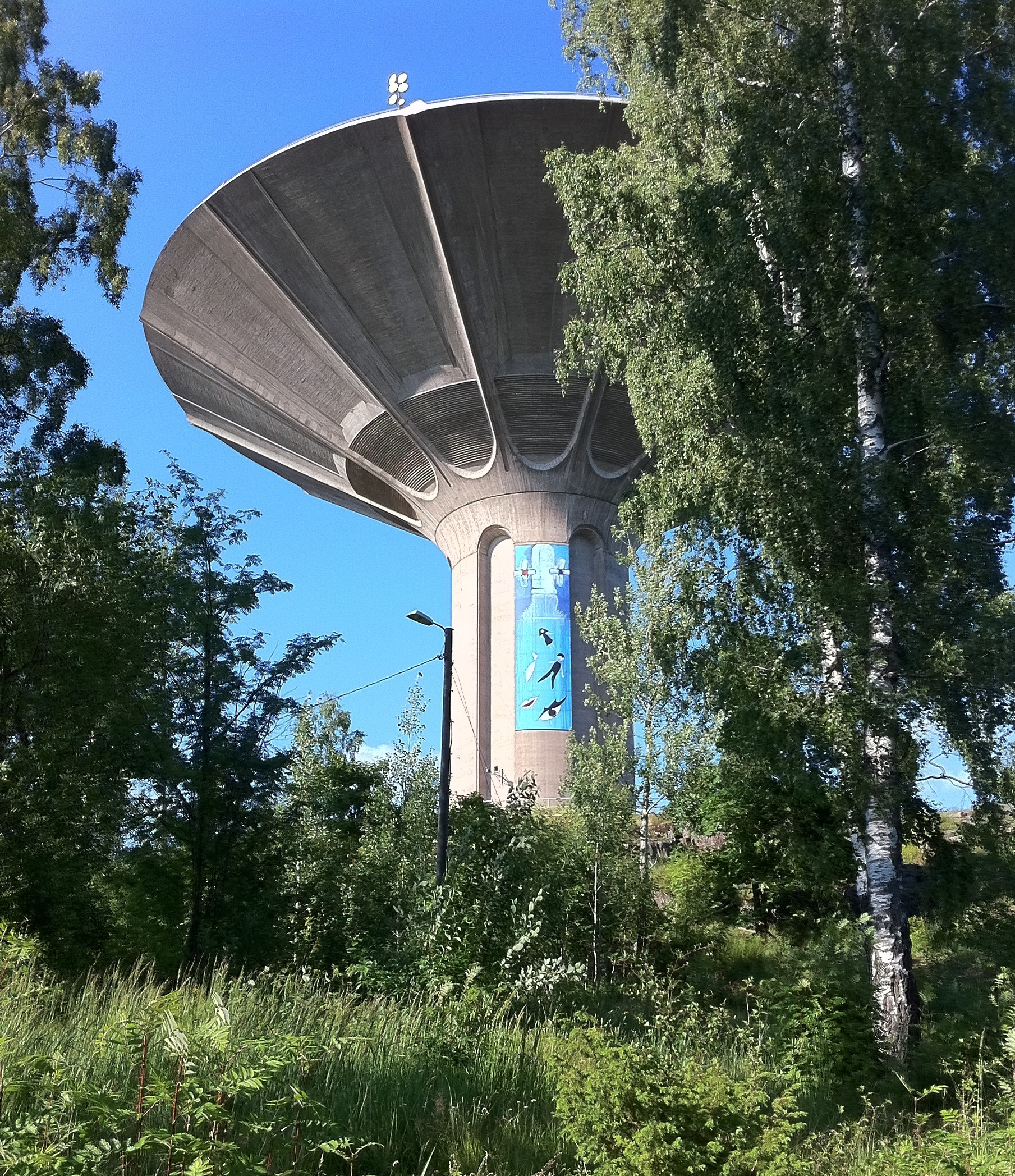
Vattentornet i Kasberget, på vars sida Heikki Kuulas konstverk finns.

Han har publicerat sammanlagt fem soloalbum. Hans första soloalbum “Vihreä salmiakki” släpptes 2006. Hans första album med skivbolaget “PLLP” släpptes 2008 via Yellowmic Records. Pyhimys gästar på albumet.
Heikki Kuula är medlem i bandet Teflon Brothers, tillsammans med Pyhimys och Voli. Deras första album “T” släpptes 2009, och 2010 publicerade de sitt andra album “©”. Båda albumen var framgångsrika.
År 2012 publicerade Teflon Brothers låten “Seksikkäin jäbä”. Låten kom på tredje plats på den officiella finländska singellistan och var TOP10 totalt 12 veckor.